# Гославль
Гославль (рос. Гославль) — присілок у Дем'янському районі Новгородської області Російської Федерації.
Населення становить 6 осіб. Належить до муніципального утворення Полновське сільське поселення.

## Історія
До 1927 року населений пункт перебував у складі Новгородської губернії. У 1927-1944 роках перебував у складі Ленінградської області.
Орган місцевого самоврядування від 2010 року — Полновське сільське поселення.

## Населення
| 2010 |
| ---- |
| 6    |